# اوزلی (بازیکن فوتبال)
اوزلی رایموندو دا سیلوا (به پرتغالی: Ueslei Raimundo Pereira da Silva) معروف به اوزلی (Ueslei) بازیکن فوتبال در پست مهاجم اهل برزیل است که در شهر سالوادور و در تاریخ ۱۹ آوریل ۱۹۷۲ به دنیا آمده‌است.

## باشگاهی
اوزلی در تیم‌های فوتبال پالمیراس، سائو پائولو، باشگاه ورزشی اینترناسیونال، ناگویا گرامپوس، اتلتیکو مینیرو و سانفریس هیروشیما سابقهٔ حضور دارد.